# Carl Areskog
Carl Areskog, född 9 juni 1867 i Kalmar, död 29 maj 1941 i Kalmar, var en svensk präst, botaniker, silhuettklippare och tecknare.
Han var son till handlanden Carl Emanuel Areskog och Matilda Sofia Hammarstedt. Efter mogenhetsexamen i Kalmar 1888 studerade Areskog i Uppsala och avlade teoretisk teologisk examen 1895, praktisk teologisk examen 1896 och prästvigdes för Kalmar stift samma år. År 1897 blev han lärare och skolpräst i Ålems socken. År 1901 blev Areskog kyrkoherde i Mortorps och Oskars församlingar och 1926 kyrkoherde i Glömminge församling på Öland. År 1938 blev han emeritus. Utöver prästgärningen intresserade sig Areskog mycket för botanik, särskilt den öländska floran blev ett av hans främsta intressen. Vid sin död hade han samlat sin forskning i en volym som utgavs samma år, En bok om Öland (1941).Till prästmötet i Växjö författade Areskog även minnesteckningar över ett flertal småländska och öländska präster.
Han illustrerade sina muntliga och skriftliga framställningar med egna teckningar och färglagda bilder av olika växter. Vid silhuettklippsutställningen på Liljevalchs konsthall 1930 medverkade han med två gossporträtt. Han utförde även pastorsämbetesstämplarna för Glömminge och Älmhults församlingar. Areskog är representerad vid Kalmar läns museum.
Carl Areskog är begravd på Glömminge kyrkogård.